# 코리아 온 스테이지 - 남원 광한루
《코리아 온 스테이지 - 남원 광한루》는 2021년 KBS2에서 방송된 특집 프로그램으로, 한국을 대표하는 문화유산 광한루원을 테마로 한 국내 최정상 대중가수들의 무대와 문화재를 소개하는 VCR이 있는 종합구성 콘서트 프로그램이다.